# Station Cięcina
Station Cięcina is een spoorwegstation in de Poolse plaats Cięcina.